# Heyburn
Heyburn est une ville américaine située dans le comté de Minidoka en Idaho.

## Démographie
| 1920 | 1930 | 1940 | 1950 | 1960 | 1970  |
| ---- | ---- | ---- | ---- | ---- | ----- |
| 292  | 201  | 413  | 539  | 829  | 1 637 |

| 1980  | 1990  | 2000  | 2010  | - | - |
| ----- | ----- | ----- | ----- | - | - |
| 2 889 | 2 714 | 2 899 | 3 089 | - | - |

Selon le recensement de 2010, Heyburn compte 3 089 habitants. La municipalité s'étend sur 2,74 milles carrés (7,1 km2), dont 2,70 milles carrés (6,99 km2) de terres.